# Tanjung Tebat (Lahat)
Tanjung Tebat is een bestuurslaag in het regentschap Lahat van de provincie Zuid-Sumatra, Indonesië. Tanjung Tebat telt 688 inwoners (volkstelling 2010).